# 武田雅哉
武田 雅哉（たけだ まさや、1958年1月 - ）は、日本の中国文学者。北海道大学名誉教授。

## 経歴
1958年北海道函館市生まれ。北海道函館中部高等学校卒業。1985年北海道大学文学部中国文学科卒、1988年同大学院修士課程修了、中野美代子に師事する。1990年より北海道大学文学部助手を経て、助教授、教授。2023年3月をもって退職。

## 人物
- 高校時代の将来の夢は仙人になることであった[4]。
- 中国文学の中でも清代末期の徒花のようなチープな恋愛小説や破天荒な探偵小説が好みだという[4]。
- 怪物・妖怪の研究も行っており、大学でも「怪物論」という講義を開講している[4]。

## 受賞・栄典
- 1995年：『蒼頡たちの宴』でサントリー学芸賞受賞。
- 2017年：『中国のマンガ〈連環画〉の世界』で日本児童文学学会賞特別賞受賞。

## 著書
- 『翔べ!大清帝国　近代中国の幻想科学』リブロポート, 1988（リブログラフィクス）
- 『蒼頡たちの宴　漢字の神話とユートピア』筑摩書房, 1994／ちくま学芸文庫, 1998
- 『猪八戒の大冒険　もの言うブタの怪物誌』三省堂, 1995
- 『桃源郷の機械学』作品社, 1995／学研M文庫, 2002
- 『星への筏 黄河幻視行』角川春樹事務所, 1997
- 『清朝絵師 呉友如の事件帖』作品社, 1998
- 『新千年図像晩会』作品社, 2001
- 『猪八戒とあそぼう!  絵本・演劇・造形』歴史民俗博物館振興会, 2002（歴博ブックレット）
- 『よいこの文化大革命　紅小兵の世界』廣済堂出版, 2003（廣済堂ライブラリー）
- 『〈鬼子〉たちの肖像　中国人が描いた日本人』中公新書, 2005※
- 『楊貴妃になりたかった男たち 〈衣服の妖怪〉の文化誌』講談社選書メチエ, 2007
- 『中国乙類図像漫遊記』大修館書店, 2009
- 『万里の長城は月から見えるの?』講談社, 2011※
- 『中国のマンガ 〈連環画〉の世界』平凡社, 2017.2※
- 『中国飛翔文学誌 空を飛びたかった綺態な人たちにまつわる十五の夜噺』人文書院, 2017.12
- 『西遊記 妖怪たちのカーニヴァル』慶應義塾大学出版会, 2019.2（世界を読み解く一冊の本）※

※は電子書籍も刊

## 共著
- 『中国科学幻想文学館』（上・下）林久之と共著, 大修館書店〈あじあブックス〉, 2001
- 『笑いの力─人文学でワッハッハ』北海道大学出版会, 2011
- 『老いを翔ける─めざせ、人生の達人』 北海道大学出版会, 2011
- 『生物という文化─人と生物の多様な関わり』 北海道大学出版会, 2013
- 『図説ユーラシアと日本の国境』 北海道大学出版会, 北海道大学出版会, 2014
- 『食と文化』 北海道大学出版会, 2014
- 『中国文化55のキーワード』（加部勇一郎・田村容子と共編著）ミネルヴァ書房, 2016
- 『ゆれるおっぱい、ふくらむおっぱい 乳房の図像と記憶』岩波書店, 2018（編著、執筆者は22名）
- 杉原たく哉『アジア図像探検』（監修、杉原篤子編）集広舎, 2020
- 『中国文学をつまみ食い－『詩経』から『三体』まで』（加部勇一郎・田村容子と共編著）ミネルヴァ書房〈シリーズ・世界の文学をひらく4〉, 2022

## 翻訳
- 『世紀末中国のかわら版 絵入新聞『点石斎画報』の世界』 中野美代子共編、福武書店, 1989（福武ブックス）／中公文庫, 1999
- 『西遊記』 第三文明社, 1991（少年少女希望図書館）、児童向け編訳
- 『中国怪談集』 中野美代子共編、河出文庫, 1992、新装版2019
- ベルトルト・ラウファー『サイと一角獣』 博品社, 1992（博物学ドキュメント）
- ヘンリー・リー/ベルトルト・ラウファー『スキタイの子羊』 尾形希和子共訳 博品社, 1996
- クレイグ・クルナス『図像だらけの中国　明代のヴィジュアル・カルチャー』 国書刊行会, 2017
- 『西遊記　ビギナーズ・クラシックス 中国の古典』角川ソフィア文庫, 2024.2※、編訳・解説
- 『西遊記』トミイマサコ絵、小学館, 2024.11（世界J文学館セレクション）※、児童向け編訳

## 海外での出版
- 飞翔吧！大清帝国：近代中国的幻想与科学 北京联合出版公司, 2013
- 中国科学幻想文学史 上下 浙江大学出版社, 2017
- 构造另一个宇宙：中国人的传统时空思维 中华书局, 2017

## 脚註･出典
1. 1 2  “〈特集図書展示No.28〉武田雅哉先生の著作紹介 展示詳細”. 北海道大学 大学院文学研究院・大学院文学院・文学部. 2023年4月1日閲覧。
2. ↑  万里の長城は月から見えるの？ 武田雅哉著 イメージの危うさ平易に語る（日本経済新聞2011年11月20日朝刊紙面　2013年1月14日閲覧
3. ↑  “書香の森企画展示「ようこそ〈連環画〉の世界へ」”. 北海道大学 大学院文学研究院・大学院文学院・文学部. 2023年4月1日閲覧。
4. 1 2 3 4  楊貴妃になりたかった男たち　武田雅哉さん（Book Asahi.com2007年02月18日掲載　2013年1月14日閲覧
5. ↑  言語文学専攻：中国文化論講座 武田雅哉 教授（北海道大学文学部2013年1月14日閲覧）
6. ↑  “武田 雅哉”. KAKEN. 2023年4月1日閲覧。
7. ↑  “【武田雅哉先生最終講義】”. www.facebook.com. 2023年4月1日閲覧。